# المندس (فلم)

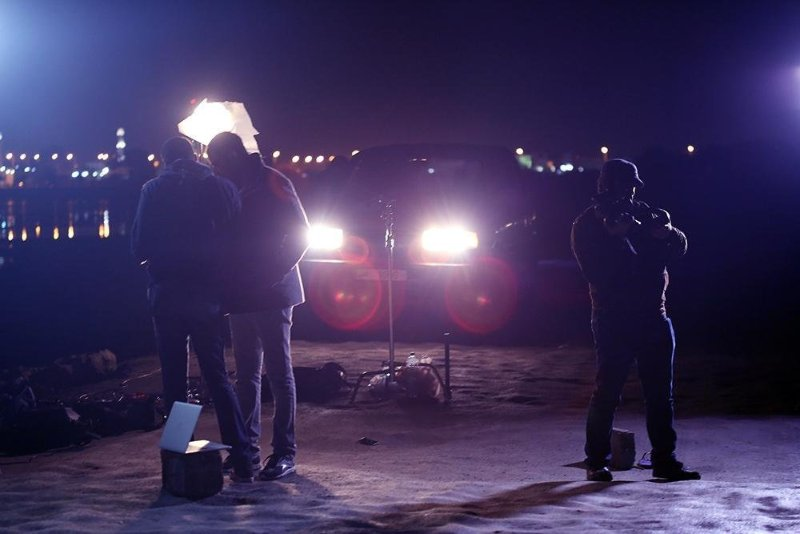
أحد مواقع تصوير فيلم المندس

فيلم وثائقي مصري من إنتاج قناة الجزيرة مباشر مصر، عُرض في مايو 2014، ويرصد قضية الاعتداء على المظاهرات من قبل من يُطلق عليهم «المواطنون الشرفاء». الفيلم من إخراج المصري عماد الدين السيد.

## قصة الفيلم
يستعرض فيلم المندس قصة الشاب المصري مهند جلال، الذي لفت انتباهه تعرض المظاهرات المناهضة لحكم المجلس العسكري في مصر بعد ثورة يناير عامي 2011 و 2012 للاعتداء الدائم من قبل من يُطلق عليهم «المواطنون الشرفاء». وهم مجموعات كانت تعتبرهم بعض قنوات الإعلام المصري من أهالي المنطقة التي تقام فيها المظاهرات. وكان يبدو أن اعتداءهم على المظاهرات هو رفض شعبي للمظاهرات حباً في المجلس العسكري ورفضاً للثورة. فقام مهند بالتنكر والاندساس بين صفوف المواطنين الشرفاء وقام بتصويرهم بكاميرات سرية، ثم استخدم برنامج تحرير الصور بيكاسا، ليتعرف على وجوههم ويكتشف أنها نفس المجموعة من الأشخاص ولكنها تتحرك من منطقة لأخرى، وأن لها علاقات مع بعض رجال نظام الرئيس المصري المعزول محمد حسني مبارك وبعض أعضاء المجلس العسكري.

## ردود الفعل
أثار الفيلم ردود أفعال واسعة عند عرضه، فبينما رآه معاضون لعزل الرئيس الأسبق محمد مرسي فبركة إعلامية للإساءة لمؤسسات الدولة وأجهزتها الأمنية، رآه الإخوان المسلمون دليلا دامغا على أن ما يعتبرونه انقلابا عسكريا كان معدا له سلفا وأن كل مؤسسات دولة الرئيس الأسبق حسني مبارك العميقة تآمرت على أول رئيس مدني منتخب لإسقاطه.